# Tatra T5A5
Tatra T5A5 – typ prototypowego tramwaju wyprodukowanego w roku 1981 w zakładach ČKD w Pradze w Czechosłowacji.

## Konstrukcja
Tramwaj T5 był pierwszą konstrukcją praskich zakładów, która odchodziła od stosowanej w poprzednich seriach (T1, T2, T3, T4) specyfikacji wozów PCC. T5A5 to jednoczłonowy, jednokierunkowy tramwaj, wyposażony w troje harmonijkowych drzwi. Pudło z ryflowanymi bokami o zupełnie nowym kształcie dla tramwajów zakładów ČKD osadzone było na dwóch dwuosiowych wózkach pędnych. Silnik wyposażono w tyrystorowy układ rozruchu. Wagon nie posiadał niskiej podłogi.

## Eksploatacja
Prototyp oznaczono w Pradze numerem 8013 (następnie 0013) i testowano w nim wyposażenie elektryczne typu TV3 i TV4. Kiedy podjęto decyzję o nierozpoczynaniu seryjnej produkcji, został odstawiony do zajezdni Hloubětín, a w 1998 r. użyty do testów zderzeniowych z wozem Tatra RT8D5. Wrak został zezłomowany rok później.